# Municipio de Fort Osage
El municipio de Fort Osage (en inglés: Fort Osage Township) es un municipio ubicado en el condado de Jackson en el estado estadounidense de Misuri. En el año 2010 tenía una población de 6802 habitantes y una densidad poblacional de 37,31 personas por km².

## Geografía
El municipio de Fort Osage se encuentra ubicado en las coordenadas 39°8′35″N 94°12′31″O / 39.14306, -94.20861. Según la Oficina del Censo de los Estados Unidos, el municipio tiene una superficie total de 182.33 km², de la cual 179.08 km² corresponden a tierra firme y (1.79%) 3.26 km² es agua.

## Demografía
Según el censo de 2010, había 6802 personas residiendo en el municipio de Fort Osage. La densidad de población era de 37,31 hab./km². De los 6802 habitantes, el municipio de Fort Osage estaba compuesto por el 95.8% blancos, el 0.53% eran afroamericanos, el 0.49% eran amerindios, el 0.24% eran asiáticos, el 0.18% eran isleños del Pacífico, el 0.78% eran de otras razas y el 2% pertenecían a dos o más razas. Del total de la población el 3.04% eran hispanos o latinos de cualquier raza.